# Siccia sagittifera
Siccia sagittifera är en fjärilsart som beskrevs av Moore 1888. Siccia sagittifera ingår i släktet Siccia och familjen björnspinnare. Inga underarter finns listade i Catalogue of Life.